# Валакоње
Валакоње је насеље у Србији у општини Бољевац у Зајечарском округу. Према попису из 2022. у насељу је било 806 становника (према попису из 2011. године је било 1095 а према попису из 2002. било је 1378 становника док је према попису из 1991. било је 1684 становника).

## Демографија
Према последњем попису из 2022. године у Валакоњу је живело 806 становника што је за 289 мање у односу на 2011. када је на попису било 1095 становника. У насељу живи 715 пунолетних становника, а просечна старост становништва износи 49,42 година (48,29 код мушкараца и 50,63 код жена).
Према подацима пописа из 2022. у насељу има 285 домаћинства, а просечан број чланова по домаћинству је 2,83 а према истом попису у насељу има 550 стамбених јединица од којих је 374 насељених.
Становништво у овом насељу веома је нехомогено, а у последња три пописа, примећен је пад у броју становника.
|  |

| Демографија | Демографија | Демографија |
| Година      | Становника  | Становника  |
| ----------- | ----------- | ----------- |
| 1948.       | 2.366       |             |
| 1953.       | 2.436       |             |
| 1961.       | 2.248       |             |
| 1971.       | 2.285       |             |
| 1981.       | 1.960       |             |
| 1991.       | 1.684       | 1.641       |
| 2002.       | 1.378       | 1.436       |
| 2011.       | 1.095       |             |
| 2022.       | 806         |             |

| Етнички састав према попису из 2002.‍ | Етнички састав према попису из 2002.‍ | Етнички састав према попису из 2002.‍ | Етнички састав према попису из 2002.‍ | Етнички састав према попису из 2002.‍ |
| ------------------------------------ | ------------------------------------ | ------------------------------------ | ------------------------------------ | ------------------------------------ |
|                                      |                                      |                                      |                                      |                                      |
| Власи                                | Власи                                |                                      | 881                                  | 63,93%                               |
| Срби                                 | Срби                                 |                                      | 449                                  | 32,58%                               |
| Румуни                               | Румуни                               |                                      | 13                                   | 0,94%                                |
| Југословени                          | Југословени                          |                                      | 3                                    | 0,21%                                |
| Муслимани                            | Муслимани                            |                                      | 1                                    | 0,07%                                |
| непознато                            | непознато                            |                                      | 2                                    | 0,14%                                |

| \| \| м \| \| \| ж \| \| ? \| 1 \| \| \| 3 \| \| 80+ \| 19 \| \| \| 37 \| \| 75—79 \| 31 \| \| \| 41 \| \| 70—74 \| 53 \| \| \| 59 \| \| 65—69 \| 62 \| \| \| 62 \| \| 60—64 \| 55 \| \| \| 58 \| \| 55—59 \| 43 \| \| \| 42 \| \| 50—54 \| 50 \| \| \| 61 \| \| 45—49 \| 40 \| \| \| 43 \| \| 40—44 \| 56 \| \| \| 37 \| \| 35—39 \| 35 \| \| \| 39 \| \| 30—34 \| 43 \| \| \| 40 \| \| 25—29 \| 28 \| \| \| 25 \| \| 20—24 \| 27 \| \| \| 32 \| \| 15—19 \| 40 \| \| \| 34 \| \| 10—14 \| 36 \| \| \| 26 \| \| 5—9 \| 31 \| \| \| 30 \| \| 0—4 \| 32 \| \| \| 27 \| \| Просек : \| 44,6 \| \| \| 47,7 \| |      |  |  |      |
| |      |  |  |      |
| | м    |  |  | ж    |
| ? | 1    |  |  | 3    |
| 80+ | 19   |  |  | 37   |
| 75—79 | 31   |  |  | 41   |
| 70—74 | 53   |  |  | 59   |
| 65—69 | 62   |  |  | 62   |
| 60—64 | 55   |  |  | 58   |
| 55—59 | 43   |  |  | 42   |
| 50—54 | 50   |  |  | 61   |
| 45—49 | 40   |  |  | 43   |
| 40—44 | 56   |  |  | 37   |
| 35—39 | 35   |  |  | 39   |
| 30—34 | 43   |  |  | 40   |
| 25—29 | 28   |  |  | 25   |
| 20—24 | 27   |  |  | 32   |
| 15—19 | 40   |  |  | 34   |
| 10—14 | 36   |  |  | 26   |
| 5—9 | 31   |  |  | 30   |
| 0—4 | 32   |  |  | 27   |
| Просек : | 44,6 |  |  | 47,7 |

| Година пописа     | 1948. | 1953. | 1961. | 1971. | 1981. | 1991. | 2002. |
| ----------------- | ----- | ----- | ----- | ----- | ----- | ----- | ----- |
| Број домаћинстава | 532   | 538   | 535   | 553   | 491   | 434   | 386   |

| Број чланова      | 1  | 2  | 3  | 4  | 5  | 6  | 7  | 8 | 9 | 10 и више | Просек |
| ----------------- | -- | -- | -- | -- | -- | -- | -- | - | - | --------- | ------ |
| Број домаћинстава | 62 | 90 | 55 | 49 | 50 | 46 | 24 | 9 | 1 | 0         | 3,57   |

| Пол    | Укупно | Неожењен/Неудата | Ожењен/Удата | Удовац/Удовица | Разведен/Разведена | Непознато |
| ------ | ------ | ---------------- | ------------ | -------------- | ------------------ | --------- |
| Мушки  | 583    | 121              | 386          | 48             | 28                 | 0         |
| Женски | 613    | 73               | 385          | 133            | 20                 | 2         |
| УКУПНО | 1.196  | 194              | 771          | 181            | 48                 | 2         |

| Пол    | Укупно                    | Пољопривреда, лов и шумарство | Рибарство                            | Вађење руде и камена | Прерађивачка индустрија       |
| ------ | ------------------------- | ----------------------------- | ------------------------------------ | -------------------- | ----------------------------- |
| Мушки  | 245                       | 84                            | 0                                    | 45                   | 48                            |
| Женски | 174                       | 132                           | 0                                    | 3                    | 13                            |
| Укупно | 419                       | 216                           | 0                                    | 48                   | 61                            |
|        |                           |                               |                                      |                      |                               |
| Пол    | Производња и снабдевање   | Грађевинарство                | Трговина                             | Хотели и ресторани   | Саобраћај, складиштење и везе |
| Мушки  | 4                         | 5                             | 6                                    | 2                    | 23                            |
| Женски | 0                         | 1                             | 8                                    | 1                    | 0                             |
| Укупно | 4                         | 6                             | 14                                   | 3                    | 23                            |
|        |                           |                               |                                      |                      |                               |
| Пол    | Финансијско посредовање   | Некретнине                    | Државна управа и одбрана             | Образовање           | Здравствени и социјални рад   |
| Мушки  | 0                         | 11                            | 4                                    | 3                    | 0                             |
| Женски | 0                         | 1                             | 1                                    | 2                    | 9                             |
| Укупно | 0                         | 12                            | 5                                    | 5                    | 9                             |
|        |                           |                               |                                      |                      |                               |
| Пол    | Остале услужне активности | Приватна домаћинства          | Екстериторијалне организације и тела | Непознато            | Непознато                     |
| Мушки  | 6                         | 0                             | 0                                    | 4                    | 4                             |
| Женски | 1                         | 0                             | 0                                    | 2                    | 2                             |
| Укупно | 7                         | 0                             | 0                                    | 6                    | 6                             |

## Подела насеља
Насеље је подељено на три главна дела: Валакоње село, Валакоње Буково и Валакоње Тимок.
Валакоње село је западни, главни део насеља, простире се између Бољевца на југу, Црног Тимока на западу и северу, и брда Tilva lu Balaṣ (Балашево брдо) на истоку. Кроз административни центар, у коме је месна канцеларија и школа за ученике од првог до четвртог разреда, протиче поток Арнаута, који се улива у Црни Тимок (овај поток, кога мештани још зову Огашу сатулуј - Сеоски поток - није речица Арнаута, која протиче кроз Бољевац, мада их мештани исто зову).
Валакоње Буково је југоисточни део насеља Валакоње, део неформалног топонима Буково које је формално подељено између насеља Оснић и Валакоње (под именима засеока Оснић Буково и Валакоње Буково), премда локално становништво у говору користи јединствен топоним - Буково. У центру засеока Валакоње Буково се такође налази школа за ученике од првог до четвртог разреда.
Валакоње Тимок заузима североисточни део насеља, уз Црни Тимок и магистрални пут Параћин-Зајечар и у њему не постоји згуснута формација домаћинстава као у друга два дела. Кроз овај део насеља протиче поток Паралва, који се улива у Црни Тимок

## Приче и легенде везане за насеље

### Етимологија имена Валакоње
Становници помињу две приче о настанку имена насеља Вакакоње.
По једној, фонетској теорији о пореклу имена, непознати турски бег је, бежећи од хајдука, изгубио коња негде у овом насељу. Од мештана је узео другог коња који се показао врло брзим и издржљивим, и на њему се спасао. Наводно је изговорио "Вала коњу!" и тако наденуо име насељу Валакоње.
По другој, влашкој причи, село је добило име из влашког назива Valja ku kuoarnje ("Долина са дреновима"), будући да је централни део насеља смештен у долини потока Арнаута, која је била обрасла том биљком.

### Марков камен
Налази се поред регионалног пута Бољевац-Планиница-Лубница, крај саме ивице асфалта, с леве стране у правцу од Бољевца, а пре скретања за Врбовац. Ради се о стени пречника око 1 метар која на себи има удубљења која подсећају на траг босог стопала у истопљеном снегу. Камен је препознатљива географска одредница за локално становништво. Добио је име по Марку Краљевићу који је, по легенди, стао на тај камен да би се попео на свог коња Шарца. Због велике снаге Маркове, у камену остаде траг његовог стопала.